# St.-Anna-Kirche (Beilstein)

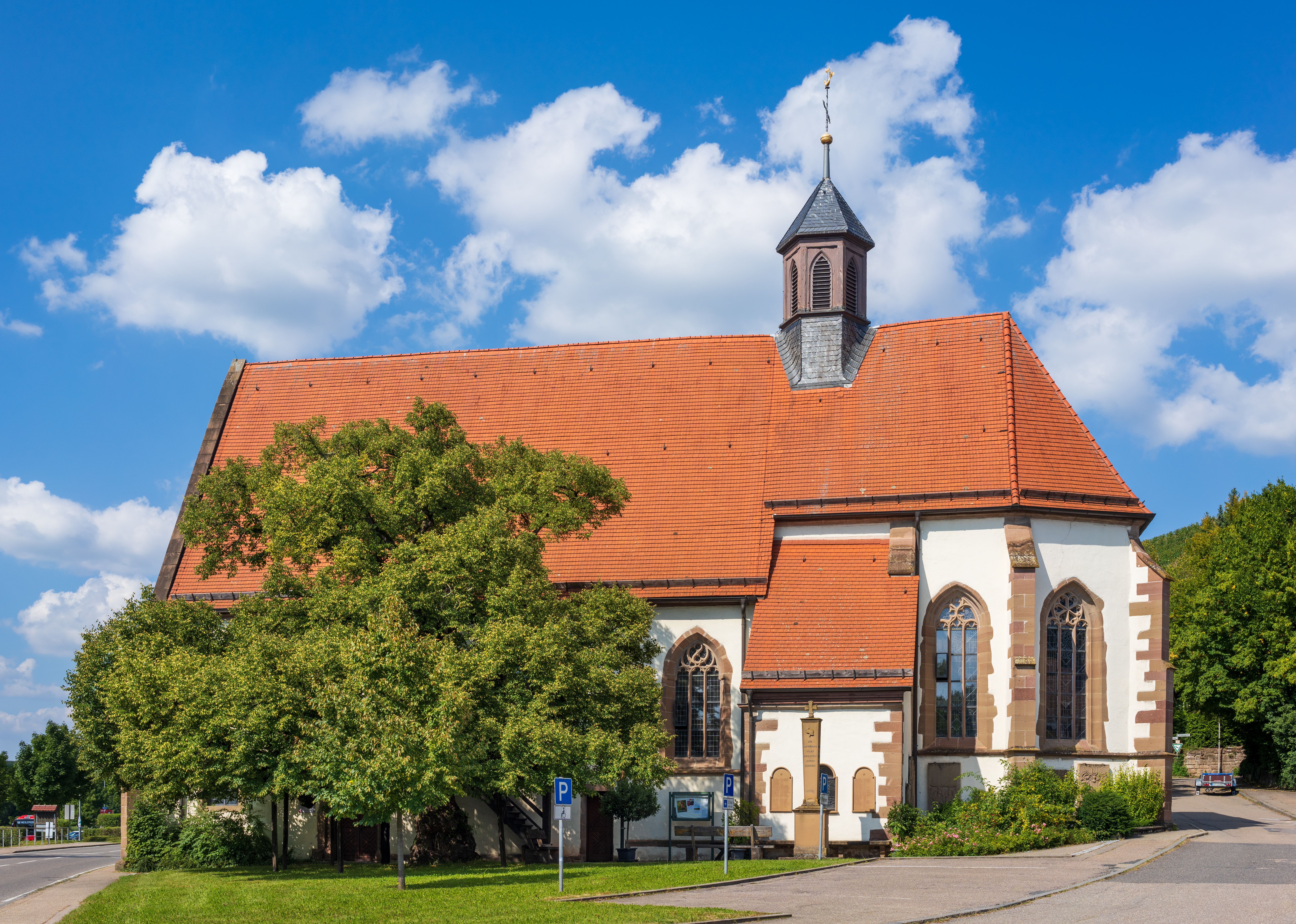
Die St.-Anna-Kirche von Süden

Die St.-Anna-Kirche ist die Pfarrkirche der evangelischen Kirchgemeinde Beilstein-Billensbach im Kirchenbezirk Marbach der Evangelischen Landeskirche in Württemberg. Ursprünglich außerhalb der Stadtmauer erbaut, steht sie heute nördlich der Altstadt Beilsteins. Der Beilsteiner Friedhof schließt nördlich an die Kirche an.

## Geschichte
Auf dem Friedhof vor der Stadt stand ursprünglich eine Nikolauskapelle, deren früheste bekannte Nennung 1362 (nach anderer Quelle 1372) erfolgte. Noch vor der Reformation, vermutlich um 1470, ging aus ihr die St.-Anna-Kirche hervor. Ab etwa 1616 löste sie die kleinere Magdalenenkirche am Burgberg als Pfarrkirche ab. Die Beilsteiner Kirchenglocken verblieben allerdings bis heute im Kirchturm der Magdalenenkirche, da die St.-Anna-Kirche keinen Kirchturm besitzt. Gesichert ist, dass es ab 1803 keine Gottesdienste mehr in der Magdalenenkirche gab, die als Kirche aufgegeben wurde. Sie ist heute ein Jugendfreizeitheim. Die St.-Anna-Kirche wurde mehrfach umgebaut, so 1617 und 1786–98, und renoviert, zuletzt 1988 bis 1990. Ein 1869 geplanter neugotischer Kirchenumbau kam genauso wenig zustande wie 1980 ein Kirchenneubau, der die St.-Anna-Kirche zur von der Stadt Beilstein zu unterhaltenden Friedhofskirche gemacht hätte.

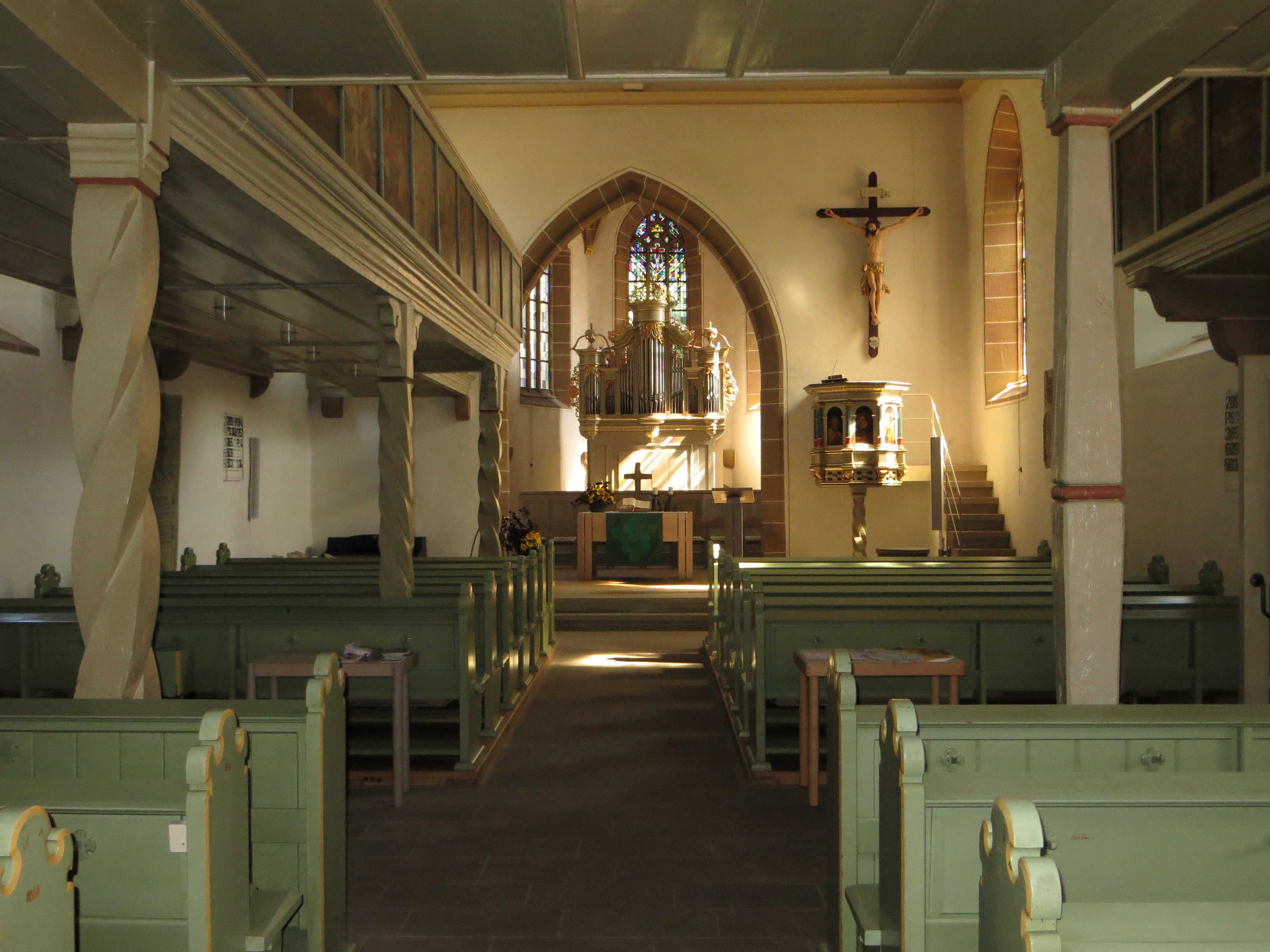
Blick auf den Chor

## Architektur
Die Kirche ist eine schlichte Saalkirche mit einem kleinen Dachreiter und einem im Osten anschließenden Chor. Dieser erhöhte (9,1 m) spätgotische Chor mit Maßwerkfenstern und Netzgewölbe ist der älteste Teil des Gebäudes.

## Ausstattung
Außen sind die meist mit in Sandstein ausgeführtem Stabwerk versehenen Portale sowie die Gesimse (Sockel-, Kaff- und Dachgesims) zu nennen.
Die Innenausstattung umfasst insbesondere
- eine dreiseitige, nicht vollständig umlaufende Empore, deren Brüstungsfelder zwei Passionsfolgen enthalten,
- eine Renaissancekanzel mit Darstellungen der Evangelisten sowie des Apostels Paulus,
- ein Kruzifix, ebenfalls aus dem Jahr 1685, gestiftet von Johann Heinrich Rieker,
- ein Taufstein aus dem Jahr 1707, gestiftet vom Pfarrerehepaar Cappel,
- mehrere gestaltete Glasfenster,
- Orgelprospekt (um 1800),[5]
- ein modernes Altarkreuz mit Leuchtern,
- ein freigelegtes, gemaltes, spätgotisches Weihekreuz neben der Sakristeitür,[5]
- zwei Steinepitaphe (Nordwand: 1660 mit 42 Jahren verstorbene Stadtschreiber Christian Leyrer; Südseite: 1682 mit 2 Jahren verstorbene Sohn des Beilsteiner Vogtes Jakob Leonhard Bechler), und[1]
- eine Orgel.

Aus gestalterischen Gründen nicht sichtbar gemacht wurden um 1700 (Wände) bzw. 1840 (Decke) übermalte Bemalungen:
- bauzeitlich (um 1470): gotische Ornament-Schablonierungsarbeiten in Schwarz an der Weichholzdecke; buntfarbige, florale gotische Ornamente an den Wänden; blaue und rote Flammen an den Chorschlusssteinen;
- Renaissance: Decke Roll- und Beschlagswerkmalerei unter Einbeziehung der gotischen Schablonenmalerei, Grundfarben wechselnd hell-kühlgrau und mennigerot, Ornamentik hellbeige, hellgrün, dunkelgrau und schwarz; Portale mit Säulen, Basen und Quadern farblich wie Deckenrollwerk; Sockelzone und Fensterbereiche bossenquaderähnliche Dekoration in rot, ocker, weiß und schwarz; Schlusssteine Chor rot und blau gemalte Lilien.

### Glasfenster
Das Auferstehungsfenster neben der Kanzel ist eine ältere Arbeit von Rudolf Yelin aus dem Jahr 1952. Auch die weiteren, im Zuge der Renovierung 1988–1990 eingebauten gestalteten Fenster stammen von ihm. Die vier großen Fenster im Chor sind jeweils ca. 1,9 m breit und 4,9 m hoch. Sie zeigen (von Norden im Uhrzeigersinn) Schöpfung (mit Baum der Erkenntnis und Sündenfall), Glaubensbekenntnis (Dreieinigkeit, Verheißung und Warnung), Weinstock mit Reben sowie die verschlungenen Wege der Erkenntnis und zur Harmonie. In der Sakramentsnische ist das Große Gastmahl thematisiert, während in der Sakristei Christus und Nikodemus zu sehen sind.

### Bilderzyklen Emporenbrüstung

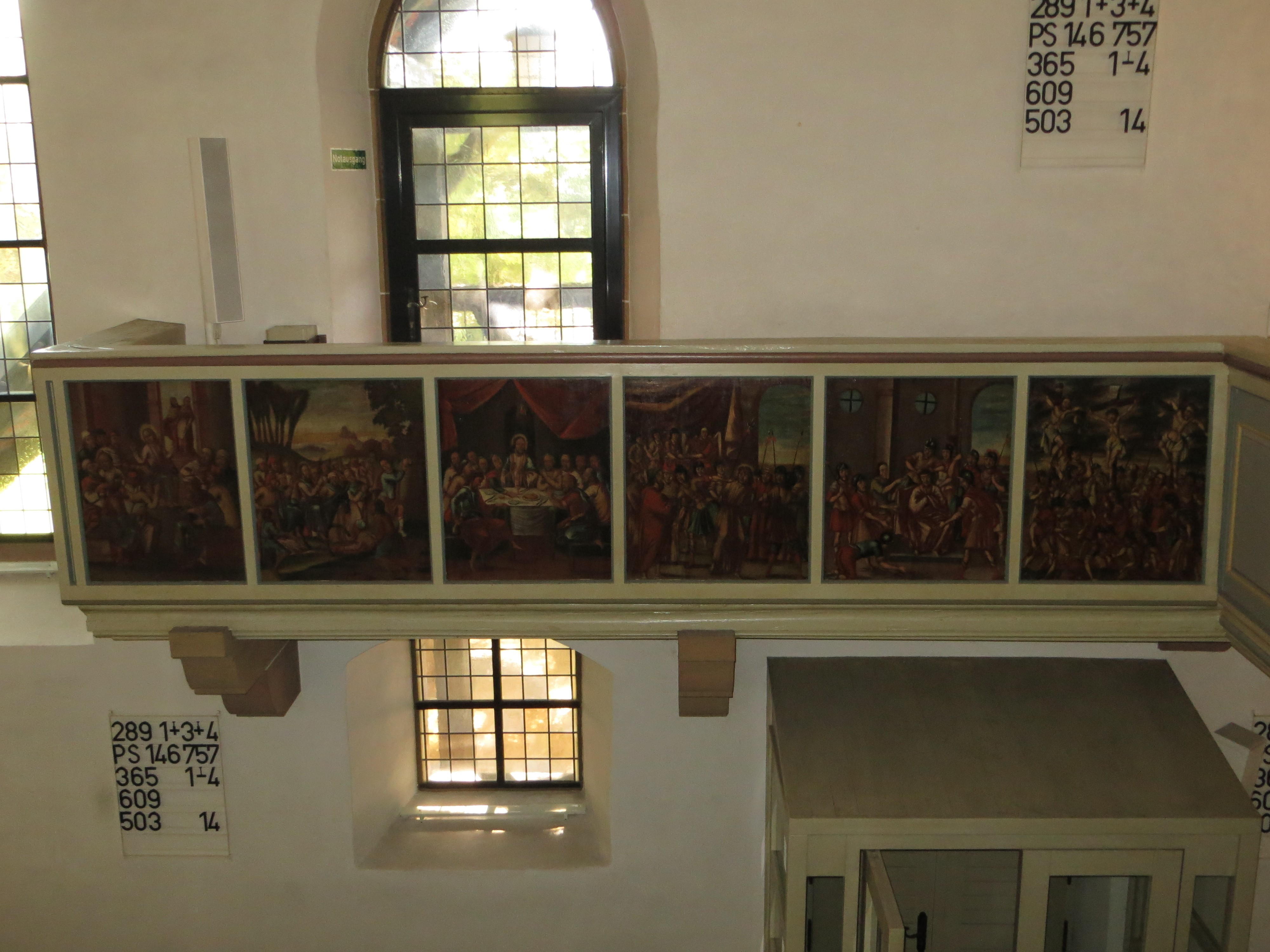
Längsseite der Südempore mit sechs Szenen der ersten Folge, vom zwölfjährigen Jesus im Tempel bis zur Kreuzigung

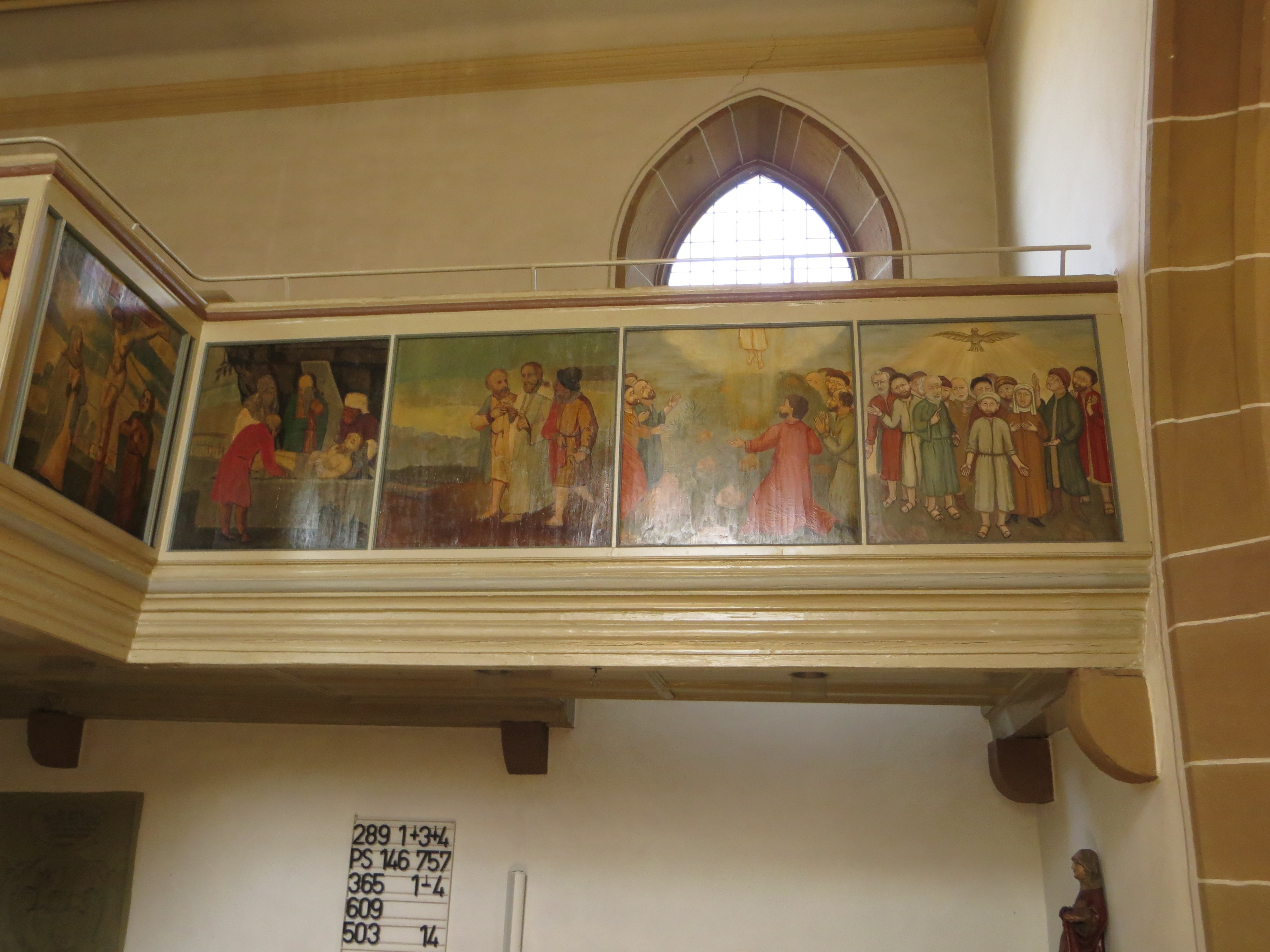
Rechtes Ende der Nordempore mit den letzten fünf Bildern der zweiten Folge: Kreuzigung, Grablegung, Gang nach Emmaus sowie nachempfundenen Szenen mit Himmelfahrt und Ausgießung des heiligen Geistes

Die Malereien an den Emporenbrüstungen lassen sich in zwei Gruppen unterteilen. An der Südempore befindet sich eine Folge von sieben Bildern, die das Leben Jesu von der Geburt bis zur Kreuzigung darstellen, während die 16 Darstellungen an der Nordempore von der Anbetung der Könige bis zur Ausgießung des heiligen Geistes reichen.
Die sieben Malereien der Südempore wurden bei einer Renovierung auf dem Dach eines ehemaligen Pfarrhauses vorgefunden und könnten von der ehemaligen Südempore der Magdalenenkirche stammen. Diese Empore wurde abgerissen, als dort in den 1950er Jahren die Trennwand zum Jugendheim eingezogen wurde. Auf altem Bildmaterial ist zu erkennen, dass die Empore jener Kirche sieben Felder von etwa den Ausmaßen der Tafeln aufweist. Die Tafeln stammen aus der Zeit um 1600 und zeigen Jesu Geburt, den zwölfjährigen Jesus im Tempel, Jesu Einzug nach Jerusalem, das letzte Abendmahl, die Gefangennahme, die Dornenkrönung und die Kreuzigung. Sie sind heute an der Südempore der Anna-Kirche angebracht, die Geburtsszene an der Schmalseite, die restlichen sechs Motive an der Längsseite.
Die 16 Bilder an der Nordempore waren vor 1954 übermalt. Bei der Freilegung haben sie viel von ihrem ursprünglichen Farbcharakter verloren. Zwei der Tafeln, nämlich die abschließenden Motive mit Himmelfahrt und Pfingsten, haben so viel Farbe verloren, dass sie nicht mehr restauriert werden konnten. Die 14 restaurierten Tafeln wurden daher um zwei neu gefertigte Tafeln ergänzt, während die unrestaurierbaren Originale in der Sakristei der Kirche aufgehängt wurden. Die Bilder zeigen die Anbetung der Könige, die Flucht nach Ägypten, die Taufe Christi, das letzte Abendmahl, die Fußwaschung Petri, Christus am Ölberg, die Gefangennahme Jesu, Jesus vor dem Hohepriester, die Geißelung Jesu, die Ausstellung Christi, die Kreuztragung, die Kreuzigung, die Grablegung, den Gang nach Emmaus sowie die von Lothar Bohring nachempfundenen Szenen mit Himmelfahrt und Ausgießung des heiligen Geistes. Zum Alter der Bildfolge gibt es unterschiedliche Meinungen und Argumente. Der Restaurator H. Wengerter, der die Tafeln 1988–1990 untersucht und restauriert hat, hält eine Entstehung im 16. Jahrhundert für möglich. Da die Nordempore jüngeren Datums ist, vermutet Wengerter, dass sich die Bilder früher an den älteren Brüstungen von West- und Südempore befunden hätten. Alte Aufzeichnungen in der Sakristei der Kirche datieren die Bilder ins frühe 17. Jahrhundert in die von 1616 bis 1620 währende Amtszeit von Pfarrer Johannes Andreä, was auch durch stilistische Merkmale gestützt wird. Manfred Tripps ist dagegen der Ansicht, dass die Bilder erst beim Einbau der Nordempore 1789 entstanden seien.